# Jürgen Zwernemann
Jürgen Zwernemann (* 5. Juni 1929 in Wilhelmshaven; † 3. Oktober 2022) war ein deutscher Ethnologe. Er war von 1971 bis 1991 Direktor des Museums für Völkerkunde Hamburg.

## Leben
Ab 1950 studierte er Ethnologie und Anglistik und Geographie als Nebenfächer in Mainz. Am Institut für Völkerkunde gehörten Adolf Friedrich, Hermann Baumann und Erika Sulzmann zu seinen Lehrern. Nach einem einjährigen Studium in Hamburg im Jahr 1953 kehrte Zwernemann nach Mainz zurück und wurde 1954 mit der Dissertation Die Bedeutung von Himmels- und Erdgott in westafrikanischen Religionen promoviert. 
Dann wurde er Assistent am Seminar für Völkerkunde in Hamburg (unter Franz Termer) und nahm zusammen mit Kunz Dittmer an der ersten Afrika-Expedition des Hamburgischen Museums für Völkerkunde in Westafrika teil. 1958 ging er nach München und arbeitete sowohl in der Staatsbibliothek als auch in der Universitätsbibliothek. 1960 wurde er Direktor der Abteilung für Afrika am Linden-Museum in Stuttgart. Nach der Habilitation 1966 in Tübingen wurde er 1971 als Nachfolger Hans Fischers Direktor des Museums für Völkerkunde Hamburg. Er ging 1992 in den Ruhestand.
Jürgen Zwernemann war verheiratet mit Hella Zwernemann und starb am 3. Oktober 2022 im Alter von 93 Jahren.

## Schriften (Auswahl)
- Die Erde in Vorstellungswelt und Kultpraktiken der sudanischen Völker. Berlin 1968, OCLC 164465357.
- Hundert Jahre Hamburgisches Museum für Völkerkunde. Hamburg 1980, OCLC 901345381.
- Studien zur Kultur der Moba (Nord-Togo). Köln 1998, ISBN 3-89645-205-3.
- Ethnologische Afrikaforschung vor 60 Jahren. Bei den Kassena und Nuna in Burkina Faso und Ghana. Hamburg 2014, ISBN 978-3-944193-02-1.